# 巫师 (游戏)
《巫师》是波兰游戏公司CD Projekt旗下的RED STUDIO工作室在2007年开发的一款角色扮演游戏。
《巫师》采用《无冬之夜》的Aurora引擎，并在此基础上加入了对Directx 9的支持，游戏环境的制作由3ds Max完成并导入引擎。这些改进使得游戏中的光影效果和渲染系统更加逼真，更增强了波纹、雾化等效果。玩家还可以用游戏中的Toolset制作自己的MOD。
《巫师》的游戏背景改编自波兰的奇幻小说家安傑·薩普科夫斯基的著名奇幻小說《獵魔人》。北方諸國（Nording）内乱不止；南方的尼弗迦德帝國（Nifgaard）则随时想吞并掉北方諸國。先知Ithlinne Aegil则预言整个世界从北至南都将被冰雪覆盖，各种怪物重新出现。而一个名为烈焰薔薇騎士團的组织则声称可以用火的力量对抗寒冷。
玩家在游戏中扮演一名叫做利維亞的傑洛特（Geralt of Rivia）的獵魔士，从小被训练成一名怪物殺手。玩家要带领他在游戏中成长。在游戏中，玩家遇到的大部分情况都会有不同的选择，你的每一次选择都会影响剧情的发展和人物的好感度，游戏最后会根据你的选择给出一个评语。
《巫师》的战斗系统由波兰的中世纪武器专家Marcin Zmudzki指导，玩家主要使用剑在三種不同的战斗模式下进行作战，同时还可以使用一些简单的魔法，敌人则包括40多种怪物。

## 重制版
2022年10月，CD Projekt宣布将高清重制《巫师》初代游戏，新款游戏将使用虚幻引擎5开发，而开发工作将由波兰游戏开发商Fool's Theory负责，CD Projekt监制。